# Dendrohyrax arboreus
O Dendrohyrax arboreus é um mamífero da família Procaviidae, encontrado no leste e sul da África.